# トム・キャンベル・ブラック
トム・キャンベル・ブラック（Tom Campbell Black、1899年12月 - 1936年9月19日）はイギリスのパイロットである。1934年に行われた、イギリスからオーストラリア間の航空レース、マックロバートソン・エアレースで、C.W.A. スコットとともに優勝した。
イングランドのブライトンで生まれた。第一次世界大戦中は陸軍に入り、イギリス陸軍航空隊でパイロットとして働いた。1922年にアフリカに渡り、コーヒー園を運営する兄と働いた。乗馬選手としても有名になった。
1929年、フローレンス・カー・ウィルソンを乗せて飛行し、ウィルソンはケニアにウィルソン航空を設立し、デ・ハビランド ジプシー・モスを使って旅客事業をはじめ、ブラックはチーフ・パイロットでマネージャーとして働いた。ケニヤでは女性パイロット、ベリル・マーカムに飛行を教え、マーカムは1936年に大西洋を西向きに単独飛行で横断した最初の女性パイロットとなった。1932年3月にブラックはウィルソン航空をやめ、イギリスに戻り、有名な競走馬のブレーダーのマーマデューク・ファーネス卿の、お抱えのパイロット、調教師として雇われた。
1934年に行われたマックロバートソンレースにチャールズ・W・A・スコットともに、デ・ハビランド DH.88で71時間の記録で優勝した。この功績からブラックとスコットは王立飛行クラブからブリタニア・トロフィーを受賞した。
1936年にイギリスから南アフリカのヨハネスブルグまでの飛行レース、シュレジンガー・レースに参加の準備している時、リバープールのスピーク飛行場で、空軍の爆撃機と衝突して死亡した。着陸後、タキシング中のブラックの乗るMew ガルの操縦席に、着陸してきたホーカー ハートが衝突し、ハートのプロペラがブラックを傷つけ、ブラックは病院に運ばれる間に死亡した。